# Calle Robson
La calle Robson es una de las principales avenidas sureste-noroeste en el centro y lado este de Vancouver, ciudad de la Columbia Británica (Canadá). 
Su núcleo de calles comerciales desde la calle Burrard hasta Jervis es también conocido como Robsonstrasse. Su nombre honra a John Robson, uno de los principales personajes durante el ingreso de la Columbia Británica en la Confederación Canadiense y Primer Misnistro de la provincia de 1889 a 1892. La calle Robson comienza en el Estadio Columbia Británica ( BC Place Stadium) cerca de la orilla norte de la ensenada False Creek, después va hacia el noroeste pasando la Plaza de la Biblioteca de Vancouver, la Plaza Robson y la Galería de Arte de Vancouver, finalizando en la laguna Lost Lagoon en el Parque Stanley. 
A partir de 2006, la ciudad de Vancouver, en general, ocupó el quinto lugar entre las ciudades con los alquileres más caros del mundo, en promedio $ 135 dólares por pie cuadrado al año. La calle Robson alcanzó el máximo en Vancouver con sus más costosas propiedades, rentando $200 dólares por pie cuadrado por año. En 2006, ambas calles, Robson en Vancouver y Bloor en Toronto, ocupaban en lugar 22 entre las calles más costosas del mundo con rentas de $208 dólares por pie cuadrado. En 2007 Bloor y Robson descendieron al puesto 25 en el mundo con un promedio de $198 dólares por pie cuadrado. En 2015, sin embargo, los alquileres en promedio de la calle robson por pie cuadrado por año oscilan entre $210- $315 dólares, la segunda calle comercial más cara de Canadá.  El precio de cada una continúa aumentando con el establecimiento de la primera sucursal canadiense de la tienda Burberry’s en Vancouver y con la colonia residencial Yorkville en Toronto (ubicada en el lado sur cerca de Bloor) implantando rentas de $300 dólares por pie cuadrado.
En 1895, fueron colocadas vías del tren, contribuyendo así al establecimiento de tiendas y restaurantes. Desde sus inicios hasta la mitad del siglo XX y especialmente después de la inmigración de alemanes durante la postguerra, el final noroeste de la calle Robson fue conocido como el centro de la cultura y el comercio alemán en Vancouver, ganándose el apodo de Robsonstrasse, aun entre los no alemanes (este nombre continúa vigente en el Hotel Robsonstrasse en esta calle). En un tiempo, se habían colocado señalamientos en la calle con el nombre “Robsonstrasse” aunque fueron colocados después de que la presencia alemana en el área se había desvanecido desde hacía largo tiempo.
La calle Robson se presenta en el tablero del juego “Monopolio Canadiense” como la propiedad más costosa.

## Tiendas exclusivas
La calle Robson continúa siendo una zona de consumo hasta nuestros días, sin embargo, el sabor original de la calle, que era el de pequeñas tiendas de barrio, ha sido suplantado por la masiva modernización que han hecho las cadenas de tiendas de marcas reconocidas y los restaurantes de gran categoría. La calle Robson es particularmente famosa por sus tiendas de modas y sitios para cenar los cuales se extienden desde la calle Granville en el sureste hasta la calle Denman en el noroeste, con la mayor concentración de estos sitios, entre las calles Burrad y Bute, que es el área históricamente conocida como Robsonstrasse.
Aunque técnicamente no están en la calle Robson, pero aun así son consideradas parte del distrito, las calles Burrad cerca de Robson, además de la zona de las calles Alberni y Georgia que cruzan cerca de Burrard poseen las tiendas más exclusivas en la ciudad con prominentes marcas como Hermes, Gucci, Louis Vuitton, Betsey Johnson, Chanel, Burberyy, Cartier, Tiffany & Co, Coach y Salvatore Ferragamo. Esta zona concentrada alrededor de los negocios japoneses de la calle Alberni , es también conocida como “la pequeña Ginza”.
La intersección con la calle Thurlow es conocida por tener dos cafeterías Starbucks exactamente en las esquinas opuestas, una en la cual estaba prohibido fumar, antes de que se promulgara la prohibición de fumar en lugares cerrados, y en la otra no estaba prohibido. El sitio de la esquina oeste es conocido como uno de los principales lugares de reunión para los motociclistas con Harley-Davidsons, motocicletas japonesas y las motos conocidas como café racers estacionadas en hilera en el área de estacionamiento pintada sobre el pavimento exclusiva para motocicletas. Esta esquina formada por las calles Robson y Thurlow fue también el epicentro de los disturbios originados por la pérdida del campeonato de hockey (Stanley Cup) en 1994.

## Zonas residenciales

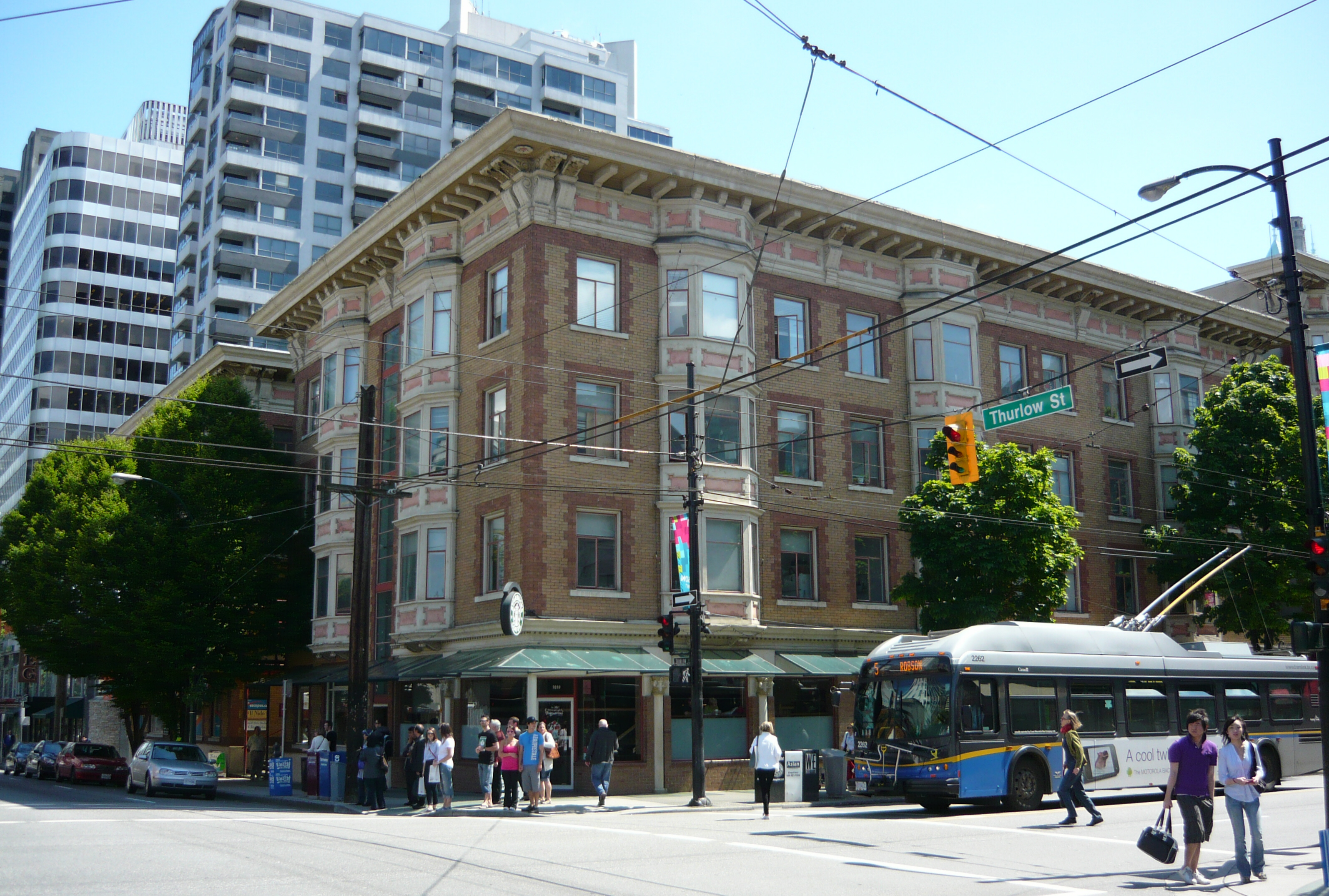
Apartamentos Manhattan

Hay numerosos rascacielos a lo largo o cerca de Robson, muchos de los cuales son torres de condominios y hoteles. El hotel Empire Landmark , originalmente Sheraton Landamark, es el rascacielos más alto de la calle con 42 pisos. Incluye el restaurante giratorio Cloud Nine (nube nueve).
Existen numerosos condominios residenciales y torres de apartamentos en construcción a lo largo del extremo sureste de la calle Robson, cerca de Yaletown, pasando el concurrido Centro Comercial Granville Mall, mientras que el extremo noroeste se convierte en parte de la zona residencial de Vancouver, conocida como West End, la cual comprende antiguas y lujosas residencial cerca del tranquilo parque Stanley y la laguna Lost Laggon; las últimas cuadras de la calle Robson entre Denman y Lost Lagoon, son parte del barrio Stanley Park.
La calle Robson es también conocida por ser un sitio para circular en autos exóticos y motocicletas presentes cada fin de semana durante el verano. A principios del 2000, la policía de Vancouver intentó combatir a los conductores de estos autos y motocicletas que ocasionaban congestionamientos infraccionando a aquellos que manejaran de un lado a otro de la calle continuamente en forma excesiva, pero la aplicación de esta medida por parte de la policía ha sido reducida. Las vueltas a la izquierda de la calle Burrad hacia Robson están también restringidas con el mismo propósito.